# Callinectes exasperatus
Callinectes exasperatus is een krabbensoort uit de familie van de Portunidae. De wetenschappelijke naam van de soort is voor het eerst geldig gepubliceerd in 1856 door Gerstaecker.